# Clock Machine

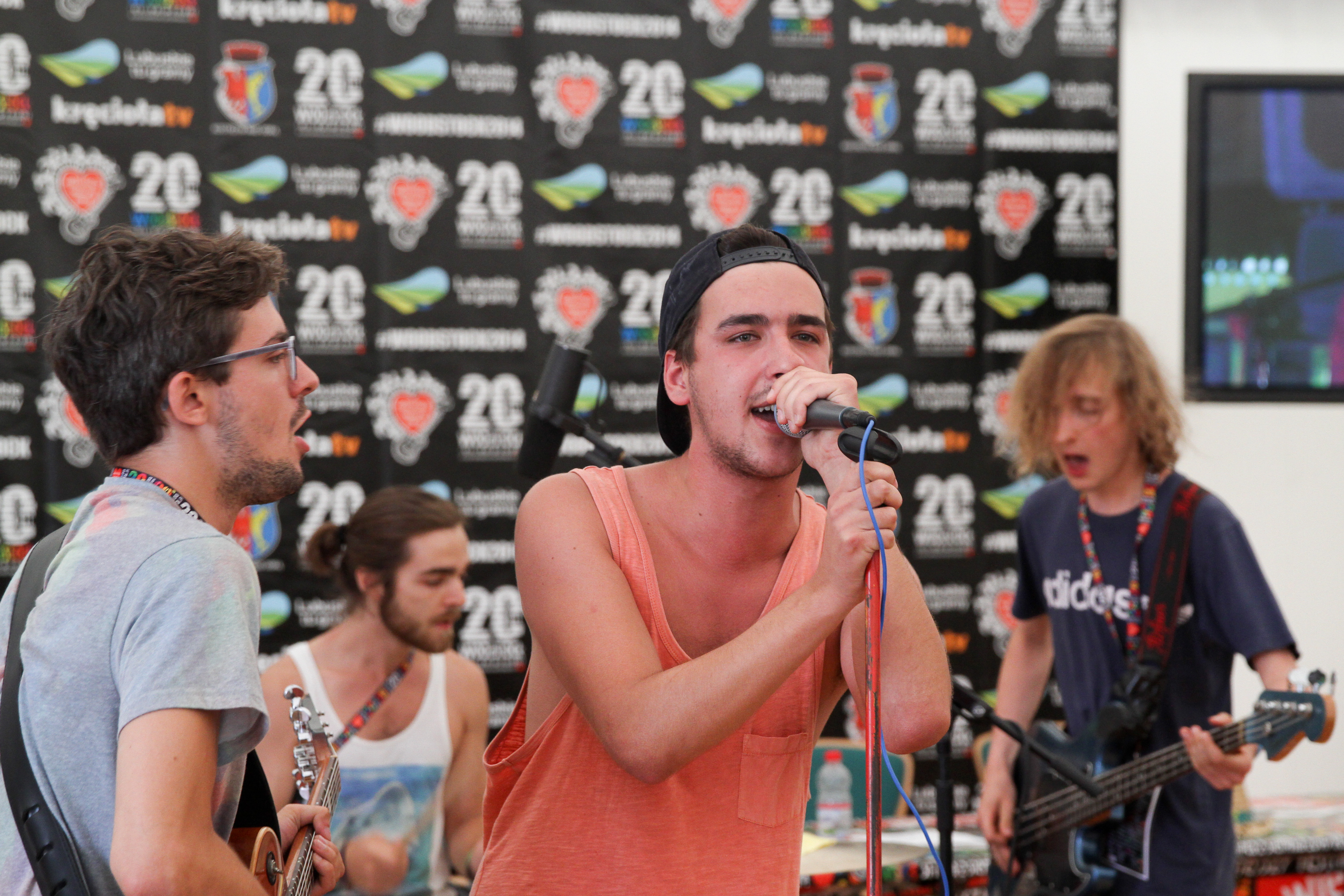
Clock Machine na festiwalu Przystanek Woodstock 2014

Clock Machine – zespół muzyczny grający tradycyjnego rocka z elementami funku, założony pod koniec 2009 w Krakowie przez Igora Walaszka i Michała Koncewicza. Do tej pory muzycy wydali trzy albumy studyjne, Greatest hits (2014), Love (2016) i Prognozy (2019).
Nagrodzeni głównymi nagrodami na festiwalu FAMA 2011, Konkursie Zespołów Rockowych w Wadowicach oraz juwenaliowym przeglądzie kapel studenckich w 2011. Dzięki głosom słuchaczy Eski Rock i widzom TVN zagrali na Orange Warsaw Festival 2012. Laureaci Eliminacji do Przystanku Woodstock oraz Empik Make More Music.
Latem 2015 Igor Walaszek i Kuba Tracz rozpoczęli pracę nad alternatywnym projektem Bass Astral x Igo, skupiającym się na muzyce elektronicznej. W czerwcu 2017 z zespołu odeszli Kuba Tracz oraz Michał Koncewicz, a ich miejsce zajęli Konrad Nikiel (gitara basowa) i Kuba Wojtas (gitara).
Ich inspiracje muzyczne to między innymi Jack White, Rage Against the Machine czy Red Hot Chili Peppers, jak również grunge’owa scena Seattle lat dziewięćdziesiątych.

## Muzycy
Obecny skład zespołu
- Igor Walaszek – śpiew
- Kuba Wojtas – gitara
- Konrad Nikiel – gitara basowa, śpiew
- Piotr Wykurz – perkusja
- Marcin Pater – realizacja dźwięku

## Dyskografia
Albumy
- Greatest hits (2014)
- Love (2016)
- Prognozy (2019)

Single i minialbumy
Minialbumy:
- Clock Machine EP (2011)

Single:
- So slow (2017)
- Sense of Space (2017)
- Prognozy (2018)
- Noc (2019)
- Z Tobą lżej (2019)